# T Minus
T Minus is de tweede single van de Roermondse Nu-Metalband Dreadlock Pussy uitgebracht op het label Seamiew Records.
Het nummer is de eerste single van het album Tsumi en  kwam in 2002 uit met daarop 3 tracks en de videoclip van Leaves Of Grass. Het album is geproduceerd en opgenomen door Stephen van Haestregt in de RS29 studio's te Waalwijk.

## Tracklist
T Minus:
1. T Minus (single version)
2. T Minus (album version)
3. 100 Stories (2002 Rerecording)

- Leaves of Grass music video

## Trivia
- Het nummer 100 Stories was eerder uitgebracht op Sharp Instead maar is in 2002 opnieuw opgenomen in de RS29 Studio's
- De videoclip van het nummer is gedeeltelijk in een voormalig klooster in Limburg en gedeeltelijk (live-beelden) in Amsterdam opgenomen
- Verantwoordelijk voor de videoclip zijn Alejandro Londoño en Juan-Manuel, bekend van de bands Agresion en Cultura Tres